# Mohammad Hassan Khan
Mohammad Hassan Khan est un Khan perse, fondateur de la dynastie des Kadjars, né dans le Mazendéran en 1727, mort à Ispahan en 1758. Il est le père de Agha Mohammad Chah.
Il était fils d’un gouverneur du Mazendéran. Nader Chah lui confia le gouvernement d’Asterabad en 1737 et le chargea, en 1743, d’aller combattre les Turcs devant Mossoul. Après la mort de Nader, Mohammad Hassan leva l’étendard de l’indépendance (1748), s’empara du Ghilan et du Mazendéran (1750), battit le roi de Candahar, qui était maître du Khoraçan, soumit le Ghilan et occupa Ispahan. 
Contraint quelque temps après d abandonner cette ville et poursuivi par Karim Khan Zand, il tomba entre les mains de ce prince, qui le fit décapiter.

## Source
« Mohammad Hassan Khan », dans Pierre Larousse, Grand dictionnaire universel du XIXe siècle, Paris, Administration du grand dictionnaire universel, 15 vol., 1863-1890 [détail des éditions].